# Distretto di Tonya
Il distretto di Tonya (in turco Tonya ilçesi) è uno dei distretti della provincia di Trebisonda, in Turchia.